# Kid Rena
Henry „Kid“ Rena  (* 30. August 1898 in New Orleans, Louisiana; † 25. April 1949 ebenda) war ein US-amerikanischer Jazz-Trompeter und Bandleader des New Orleans Jazz.

## Leben und Wirken
Kid Rena soll beim Trompeter Manuel Perez Unterricht gehabt haben. Er ersetzte Louis Armstrong in der Band von Kid Ory, als dieser bei Fate Marable auf Mississippi-Dampfern spielte. Als Ory 1922 nach Los Angeles ging, blieb er in New Orleans und gründete eine eigene Band, mit der er in den folgenden beiden Jahren auch mehrfach in Chicago war. Später übernahm er die Eureka Brass Band, bis er 1932 eine eigene Brass Band gründete.
Rena gelang es mit seinen Bands auch, die Depressionszeit der 1930er Jahre, in der der Jazz in New Orleans fast ausstarb und Musiker wie Bunk Johnson sich andere Beschäftigungen suchen mussten, zu überstehen. 1940 war er einer der ersten Musiker, die in New Orleans im einsetzenden Dixieland-Revival Aufnahmen machten – als Leiter einer Band, in der unter anderem Alphonse Picou spielte. Rena konnte aber schon 1947 wegen Gesundheitsproblemen (er war ein Alkoholiker) nicht mehr spielen und starb zwei Jahre später.